# GNU General Public License

GNU GPLv3 logó

A GNU General Public License (rövid neve GPL, magyarul: GNU Általános Nyilvános Licenc) egy általános célú nyílt forráskódú licenc, amelyet a Free Software Foundation (FSF) tervezett a GNU projekt programkódjaihoz. A GPL leginkább elterjedt változata, a GPLv2 1991-ben készült, de 2007 nyarán megjelent a GPLv3 verzió is.
A GPL a legelső – és egyben a legelterjedtebb – valóban szabad licenc. A GPL nemcsak, hogy szorosan kapcsolódik a szabad szoftver mozgalomhoz, de ez alapozta meg a mozgalom sikerét is.
A GPL licencnek létezik egy lazább GNU Lesser General Public License nevű változata, melyet általában külső programkönyvtárakhoz használnak. A licenc lazább jellegét az adja, hogy a programkönyvtár módosítása esetén a forráskód megosztása (a GPL-hez hasonlóan) kötelező, ugyanakkor a programkönyvtárat használó alkalmazás maradhat zárt forrású, amennyiben a programkönyvtárat dinamikusan szerkesztjük a programhoz. (tipikusan .jar, .dll, .so stb.)

## Leírása
A licenc lényege – más szabad licencekhez hasonlóan –, hogy a mű szabadon terjeszthető (akár pénzért is), és szabadon módosítható, de a terjesztései és a módosítások kötelezően szintén GPL licenc alatt kell, hogy megjelenjenek, így biztosítva, hogy a szabad tartalmakból készült bármilyen származékos mű is szabad maradjon.
A GPL legnagyobb programbázisa jelenleg a Linux rendszermag és a szabad Unix-szerű rendszerek segédprogramjai. Jelentős mérföldkő volt a nyílt forráskód történetében a Java Platform GPL licenc alatti megnyitása 2007-ben.

## Vállalati szinten
A vállalati szféra GPL-lel, illetve szabad programokkal kapcsolatos idegenkedését a Nyílt forráskód kezdeményezés próbálja feloldani 1998 óta. Első tevékenységük a vonzónak szánt nyílt forráskód ("open source", angol) fogalom bevezetése volt a félreérthető szabad szoftver („free software”: a free jelenthet „ingyenest”, általában „szabad”) helyett. A nyílt forráskód ma már megkerülhetetlen fogalom a vállalati informatikában, bár ez nem hozta magával az összes kapcsolódó intézmény (például a Free Software Foundation) automatikus névváltozását. Ennek oka, hogy a Szabad Szoftver alapítvány etikai értékei nagy mértékben különböznek a Nyílt forráskód kezdeményezés etikai értékeitől.

## Hiányosságok
A GPL korábbi kiadásainak hiányosságai közé sorolható, hogy nem határozták meg pontosan a szoftverből való haszonszerzés lehetőségeit: így például jogszerűnek számított GPL licencű programokról is kétoldalú kereskedelmi megállapodásokat kötni, és azt piaci előny szerzésére felhasználni. Ennek egyik sokat vitatott esete volt a 2006-os Novell-Microsoft, vagy a 2007-es Microsoft-Xandros egyezmény. A GPLv3 megtiltja az ilyen manipulációkat, de nem tekinti jogtalannak a korábban megkötött szerződéseket.
Fontos tudnivaló, hogy az FSF nem fogadja el hivatalosnak (sok más nyelvű fordítással együtt) a magyar nyelvűt. Ennek oka, hogy rendkívül költséges lenne számukra hitelesített szakfordítást rendelni. Az FSF szerint egy félrefordítás feje tetejére állíthatná a dolgokat, ezért inkább elzárkóznak a honosított verzióktól, bár a weboldalukról könnyedén elérhetőek.

## Kompatibilitás
Az OSI és az FSF által nyilvántartott szabad szoftver licenceknél azt vizsgálják, hogy kompatibilis-e a GPL licenccel. A legtöbb szabad licenc igen, de pl. az Apple Public Source License vagy az IBM Public Licenc nem kompatibilis, vagyis az ilyen licenccel terjesztett programok nem kombinálhatók szabadon a GPL licenc alatt terjesztett szoftverek forráskódjával.

## Külső hivatkozások
- A GPL verziók hivatalos forrása, nem hivatalos fordításokkal
- Gyakran ismételt kérdések a GNU-licencekkel kapcsolatban